# Alonso III (obispo)
Alonso III (1475-1534) fue obispo de Oviedo desde el año 1371 hasta 1377. Continuó la obra de su antecesor Alonso II (obispo) concediendo la notaría de los concejos de Santo Adriano y de Quirós a Gonzalo Bernaldo de Quirós. También se ocupó de los concejos de Ribadeo y Castropol, ya que redactó una serie de ordenanzas para el buen gobierno de estos lugares.
El Obispado y el Cabildo llegaron a un acuerdo con el Ayuntamiento de Oviedo sobre unos derechos de pesca en el río Nalón, pues ya había concesiones a favor del «Obispo Juan», que por las fechas que figuran en ellas debe referirse con toda seguridad al obispo Juan IV.

| Predecesor: Alonso II | Obispo de Oviedo 1371 - 1377 | Sucesor: Gutierre I |